# Gerry Hitchens
Gerald Archibald „Gerry“ Hitchens (* 8. Oktober 1934 in Rawnsley; † 13. April 1983 in Hope) war ein englischer Fußballspieler. Der Mittelstürmer und WM-Teilnehmer von 1962 feierte zunächst bei Cardiff City und Aston Villa den sportlichen Durchbruch, bevor er seine Karriere in den 1960er-Jahren in der höchsten italienischen Spielklasse fortsetzte.

## Sportlicher Werdegang
Hitchens wurde in der Nähe von Cannock Chase in Rawnsley – gelegen in der zentralenglischen Grafschaft Staffordshire – geboren. Der Weg in den Profifußball verlief für ihn zu Beginn schleppend, als er sich in jungen Jahren als Bergarbeiter verdingte und parallel im nahe gelegenen Shropshire für die Werksmannschaft Highley Miners Welfare auf Torejagd ging. Dort wurde er in einem regionalen Pokalfinale von Ted Gamson, dem Vereinssekretär der Kidderminster Harriers aus der Southern League, entdeckt. Im September 1953 unterzeichnete Hitchens dort einen Profivertrag und nach ersten Auftritten in der Reservemannschaft schoss er in der Saison 1954/55 bis Januar 1955 elf Tore. Dadurch weckte er Begehrlichkeiten bei Klubs aus der höchsten englischen Spielklasse und die Wahl fiel dort auf den walisischen Hauptstadtverein Cardiff City. Die Ablösesumme betrug 1.500 Pfund und Cardiff hatte den Vorzug vor den ebenfalls interessierten West Bromwich Albion und Aston Villa erhalten. Bei den „Bluebirds“ entwickelte sich Hitchens in den folgenden zweieinhalb Jahren zu einem der besten Torjäger der First Division. Dabei agierte er zumeist im Angriffszentrum und bevorzugte bei Offensivaktionen gelegentlich den Weg über den linken Flügel. Obwohl er in der Spielzeit 1956/57 21-mal traf, reichte dies nicht, um den Abstieg in die Zweitklassigkeit abzuwenden. Ein halbes Jahr später erneuerte Aston Villa sein Interesse an einer Verpflichtung und so wechselte Hitchens im Dezember 1957 für 22.500 Pfund nach Birmingham.
Nach seinem Einstand für Aston Villa am 21. Dezember 1957 gegen den Lokalrivalen Birmingham City (0:2) schoss er am Boxing Day gegen den FC Arsenal (3:0) das erste Tor für seinen neuen Verein und gleich zwei weitere Treffer zum 2:1 gegen den FC Everton noch vor Jahresfrist. Damit spielte er sich rasch in die Stammformation der „Villans“, aber in der folgenden Saison 1958/59 genügte erneut seine hohe Ausbeute von 16 Treffern nicht, um einen Abstieg aus der ersten Liga zu verhindern. Gleich im Jahr darauf gelang jedoch der direkte Wiederaufstieg und Hitchens trug dazu 23 Tore bei – darunter fünf Treffer zum 11:1 gegen Charlton Athletic am 14. November 1959. Im folgenden Jahr übertraf Hitchens seine Quote noch einmal und nach 29 Treffern, die mitentscheidend für den Klassenerhalt waren, kam er im Mai 1961 zu den ersten Länderspieleinsätzen für England.
Bereits bei seinem Debüt gegen Mexiko (8:0) schoss er in der zweiten Minute das erste Tor und sein zweiter Auftritt vierzehn Tage später gegen Italien in Rom war in mehrerer Hinsicht richtungsweisend. Zum 3:2-Prestigesieg steuerte Hitchens zwei Tore bei, wodurch er das Interesse von Inter Mailand auf sich zog. Zur Saison 1961/62 waren britische Spitzenspieler in Italien sehr populär und neben Hitchens, der schließlich für 85.000 Pfund „zu Inter“ wechselte, schlugen Jimmy Greaves (zur AC Mailand), Denis Law und Joe Baker (beide zur AC Turin) einen ähnlichen Weg ein. Aufgrund seines bevorstehenden Wechsels fehlte Hitchens bei Aston Villa auch im Finale des Ligapokals, der zwar im Verlauf der Spielzeit 1960/61 ausgetragen worden war, aber erst Ende August/Anfang September 1961 seinen Abschluss fand (Hitchens hatte vorher in zehn Ligapokalpartien elf Tore erzielt), In der Saison 1961/62 schoss Hitchens für Inter 16 Tore, war damit drittbester Torschütze der Serie A (gemeinsam mit Angelo Sormani) und gewann darüber hinaus die italienische Vizemeisterschaft. Anschließend ging es für ihn mit der englischen Nationalmannschaft zur WM 1962 nach Chile. Dort bestritt er zwei Partien, die beide mit Niederlagen endeten – sowohl der erste Auftritt gegen Ungarn (1:2) als auch das Viertelfinalaus gegen Weltmeister Brasilien (1:3), bei dem er für den zwischenzeitlichen Ausgleich zum 1:1 gesorgt hatte. Dass Hitchens danach keine weitere Berücksichtigung bei den „Three Lions“ fand, lag daran, dass Alf Ramsey die Betreuung der Nationalmannschaft übernahm und keinen Wert auf Spieler legte, die ihrem Beruf im Ausland nachgingen.
Hitchens blieb im weiteren Verlauf der 1960er-Jahre eine feste Größe im italienischen Erstligafußball, wenngleich die Titel ausblieben. Zum Gewinn der Meisterschaft 1963 von Inter trug er nur unwesentlich bei, denn nach gerade einmal fünf Ligapartien zu Saisonbeginn war er zum Serie-A-Konkurrenten AC Turin weitergezogen. Grund dafür war, dass Trainer Helenio Herrera ihm den jungen Sandro Mazzola vorzog. Im Austausch ging Beniamino Di Giacomo nach Mailand. Während seiner Zeit in Italien erhielt Hitchens aufgrund der rötlich-blonden Haarpracht, die sich auf dem Spielfeld zwischen den dunkelhaarigen Italienern deutlich hervorhob, die Beinamen panocchia, „Maiskolben“, und pel di carota, „Karottenschopf“. In Turin brauchte er nur kurze Zeit, die Fans für sich einzunehmen. Dies gelang dem technisch nicht unbedingt versiertesten Spieler dank seiner „englischen“ Spielweise, seiner Kampfkraft, seiner Dynamik, seiner Spielleidenschaft. Den Nachwuchsspielern des AC wurde der ehemalige Bergarbeiter zum Vorbild.
Unter dem 1963 vom AC Milan nach Turin gewechselten Trainer Nereo Rocco blieb er weitere zwei Jahre bis zum Ende der Saison 1964/65, die der AC Turin auf dem dritten Platz der Serie A abschloss – nach drei mageren Jahren wieder einmal vor dem Lokalrivalen Juventus. Im Europapokal der Pokalsieger erreichte der unterlegene Coppa-Italia-Finalist des Vorjahres das Halbfinale; erst in einem Entscheidungsspiel musste Turin sich dem TSV 1860 München beugen.
Hitchens wechselte nach der erfolgreichen Spielzeit zu Atalanta Bergamo, erreichte mit seinem neuen Klub jedoch nicht mehr als Platz 11 in der Saison 1966/67. Danach wechselte er erneut und schloss sich Cagliari Calcio an. Bei den Sarden spielte er neben „Gigi“ Riva, der 1967 Torschützenkönig der Serie A geworden war. Hitchens verließ den Verein noch vor der Saison 1969/70, in der dieser das einzige Mal die italienische Meisterschaft gewann. Nach gerade einmal zwei Ligaeinsätzen in der Spielzeit 1968/69 kehrte er auf die britischen Inseln zurück, wo er fortan in der Southern League bei Worcester City und zu Beginn der 1970er-Jahre in Wales bei Merthyr Tydfil die aktive Laufbahn ausklingen ließ.
Nach dem Karriereende siedelte er dauerhaft nach Wales über, um zunächst in Pontypridd zu arbeiten. Im Jahr 1977 zog er nach Holywell in Flintshire, wo er im nahe gelegenen Prestatyn für das Holzverarbeitungsunternehmen seines Schwagers die Geschäftsführung übernahm. Tragisch war sein früher Tod im Alter von nur 48 Jahren. Während eines Wohltätigkeitsfußballspiels in Hope brach er plötzlich zusammen und nach der Einlieferung in ein Wrexhamer Krankenhaus konnte nur noch der Tod festgestellt werden.

## Titel/Auszeichnungen
- Walisischer Pokal: 1955/56

- Meister der Football League Second Division: 1959/60
- Italienischer Meister: 1962/63